# Rowa
Pour les îles Rowa (Vanuatu), voir îles Rowa.
Rowa (en népalais : रोवा) est un comité de développement villageois du Népal situé dans le district de Mugu. Au recensement de 2011, il comptait 4 439 habitants.